# Frederik d. 9.s Bro
Frederik d. 9.s Bro er en bjælke- og klapbro over Guldborg Sund ved Nykøbing Falster.
Broen er opkaldt efter Frederik 9. og bærer Primærrute 9.
Broen er et vigtigt led i Fugleflugtslinjens jernbanedel, idet den fører strækningen til Rødby Færge over Guldborg Sund.
- Længde: 295 meter
- Bredde: 25,4 meter
- Gennemsejlingsbredde: 20 meter
- Byggeperiode: 1960 – 1962
- Indvielsesdato: 15 december 1962
- Spor: 4 vejspor og 1 jernbanespor

- Broen set i retning af Lolland
- Navnetræk på tårnet
- Maskineriet under broen
- Kontravægtens rum